# 꽃등에과
꽃등에과는 파리목에 속하는 과이다.
새의 눈을 피하기 위해 벌과 비슷한 외모를 갖고 있으며, 약 188속 6,000종 이상이 알려져 있다.

## 생태
꽃등에는 나비나 벌처럼 꽃의 꿀을 먹으면서 꽃가루를 옮기기 때문에, 농업에 이로운 곤충이다. 애벌레는 진딧물의 천적이어서 진딧물들이 밀집한 풀이나 나무에서 꽃등에의 애벌레를 발견할 수 있다. 일부 종류의 애벌레는 오염된 물에서 살며, 어떤 종들은 말벌의 집이나 개미집에 기생한다. 번데기 과정을 거쳐서 성충이 되는 완전변태곤충이며, 천적으로는 꽃에 모이는 곤충을 잡아먹는 게거미와 꽃등에 애벌레 몸 속에 산란하여 번식하는 고치벌이 있다.

## 분류군
- 꽃등에아과(Syrphinae)
- 알락긴꽃등에아과(Milesiinae)
- 개미꽃등에아과(Microdontinae)